# Ohmmeter
Das oder der Ohmmeter ist die kohärente SI-Einheit des spezifischen elektrischen Widerstands {\displaystyle \rho }:
{\displaystyle {\left[\rho \right]}_{\mathrm {SI} }=\mathrm {\Omega \,m} }
Dabei steht {\displaystyle \mathrm {\Omega } } für die Maßeinheit Ohm des Widerstands und {\displaystyle \mathrm {m} } für die Maßeinheit Meter der Länge. 
Für einen in Längsrichtung durchflossenen geraden Leiter mit konstanter Querschnittsfläche {\displaystyle A} und der Länge {\displaystyle l} gilt für dessen Widerstand {\displaystyle R}
{\displaystyle R=\rho \cdot {\frac {l}{A}}\ .}
Daraus ergibt sich die Einheitengleichung für {\displaystyle \rho }
{\displaystyle [\rho ]=[R]\cdot {\frac {[A]}{[l]}}}
und mit den kohärenten SI-Einheiten von {\displaystyle R}, {\displaystyle A} und {\displaystyle l}
nach Einheitenkürzung die oben angegebene kohärente SI-Einheit.
Diese Einheit ist für den Gebrauch bei elektrischen Leitern eher unhandlich. Dann wird die nicht kohärente Einheit {\displaystyle \mathrm {\tfrac {\Omega \ mm^{2}}{m}} } verwendet mit der Umrechnung:
{\displaystyle \mathrm {1\,\Omega \,m=1\,{\frac {\Omega \,m^{2}}{m}}=1\,000\,000\,{\frac {\Omega \,mm^{2}}{m}}} }